# Branca Simons
Branca Simons (Amsterdam, 28 april 1918 – aldaar, 21 december 1979) was een Nederlandse collaborateur tijdens de Tweede Wereldoorlog. Zij werkte samen met de beruchte jodenjaagster Ans van Dijk.

## Levensloop
Simons werd als middelste van drie kinderen geboren in een joods bakkersgezin. Ze werkte op jonge leeftijd in een confectieatelier en als dienstbode. Ze werd veroordeeld omdat ze een gouden ring zou hebben gestolen. In 1938 trouwde zij met de niet-Jood Willem Houthuys (1902-1985).
Na de uitbraak van de Tweede Wereldoorlog, en de daarmee gepaard gaande jodenvervolging, was Simons dankzij dit huwelijk betrekkelijk veilig. Zij kreeg de status van gemengd gehuwde. Wel werden haar ouders en jongere broer op transport naar Auschwitz gezet waar ze allen overleden. Haar man werd op 18 oktober 1942 opgepakt omdat hij spullen had ontvreemd uit huizen van weggevoerde joden. Hij kwam in Kamp Vught terecht.
Daarmee verloor Simons haar beschermde status. Zij dook onder, maar werd op 9 juni 1943 gearresteerd. Zij kreeg van de Sicherheitsdienst de keuze om op transport te worden gesteld of te helpen bij de opsporing van ondergedoken joden. Simons stemde met dit laatste in en werd aan Ans van Dijk gekoppeld. Zij kregen een etage aan de Kerkstraat 225-2, van waaruit ze werkten. Regelmatig werden Van Dijk en Simons bij opgepakte joden in de cel geplaatst en ontfutselden hen zo verdere gegevens. Toen Houthuys vrijkwam ging hij met de dames meewerken. Tijdens de oorlog waren zij verantwoordelijk voor de arrestatie van tientallen joden.
In de zomer van 1944 ging Simons samen met Houthuys en Van Dijk op "vakantie" naar Zeist. Ze kwamen daar in contact met een verzetsman en lieten doorschemeren zelf ook bij de ondergrondse te behoren. Zij wonnen zijn vertrouwen en achterhaalden via hem een aantal onderduikadressen. Op 18 augustus 1944 deden de Duitsers op verschillende plekken in Zeist een inval en arresteerden 30 tot 40 mensen, onder wie 12 joden. Van die twaalf overleefden maar een paar de oorlog.
Na Dolle Dinsdag vluchtte Simons samen met haar man naar Duitsland en daarna Wenen. In de loop van de herfst keerden zij weer terug naar Nederland. Begin mei 1945 sloegen ze wederom op de vlucht naar België, waar ze in december 1945 werden opgepakt.
Simons werd na de oorlog door het Bijzonder Gerechtshof in eerste instantie ter dood veroordeeld. Zij kreeg gratie en haar straf werd omgezet in een levenslange gevangenisstraf. In 1958 kreeg Simons strafvermindering naar twintig jaar. Een jaar later kwam ze vrij. Met haar handlangster Ans van Dijk verliep het minder goed na de oorlog. Zij was de enige vrouw bij wie het doodvonnis daadwerkelijk werd uitgevoerd.
Simons keerde na haar vrijlating terug naar Amsterdam. Zij en Houthuys gingen in 1965 uit elkaar. De laatste jaren van haar leven werkte Simons als filiaalhoudster in een winkel.